# ダイハツ 朝のドライブミニマップ
『ダイハツ 朝のドライブミニマップ』（ダイハツ あさのドライブミニマップ）は、1983年から2003年7月2日まで文化放送ほか全国ラジオネットワーク (NRN) 加盟32局で放送されていたラジオ番組。1993年までは『ナウNOWミニ事典』（ナウナウミニじてん）と題して放送されていた。ダイハツ工業の一社提供。
加盟局それぞれが独自に制作・放送していた企画ネット番組で、各局平日朝のワイド番組内で放送。文化放送でも、同局朝のワイド番組内で7時台後半に放送されていた。パーソナリティは、各ワイド番組のパーソナリティたちが兼務していた。
番組は取り上げるテーマを週替わりで定め、それに基づいた情報を伝えていた。1993年の改題リニューアル後には、ドライブの際に立ち寄りたいスポットを中心に紹介していた。
スポンサーのダイハツがNRN系ラジオでの提供番組を『ニュース・パレード』へ切り替えるのに伴い、番組は2003年に終了。同時に近畿広域圏におけるダイハツのCMネット局は、MBSラジオからラジオ大阪へ移行した。